# Famiglia imperiale del Giappone
La famiglia imperiale del Giappone (皇室?, kōshitsu), detta anche Casa Imperiale o Casa di Yamato, è l'erede storica e dinastica del Paese e comprende i membri della famiglia estesa dell'imperatore del Giappone che hanno ruoli e compiti ufficiali e pubblici; sotto l'attuale Costituzione, l'imperatore è il simbolo dello Stato e dell'unità del popolo; sebbene ufficialmente non ricopra il ruolo di capo di Stato, di fatto è considerato tale. Gli altri membri della famiglia partecipano a cerimonie ed eventi sociali, ma non hanno incarichi di governo.
Dopo la deposizione della dinastia salomonide, la monarchia giapponese è diventata la più antica monarchia ereditaria di diritto divino ininterrotta ancora esistente del mondo. La casa imperiale riconosce 126 monarchi legittimi a partire dalla ascesa dell'imperatore Jinmu, datata ufficialmente l'11 febbraio 660 a.C., tra cui l'attuale imperatore Naruhito.

## Membri attuali della famiglia imperiale

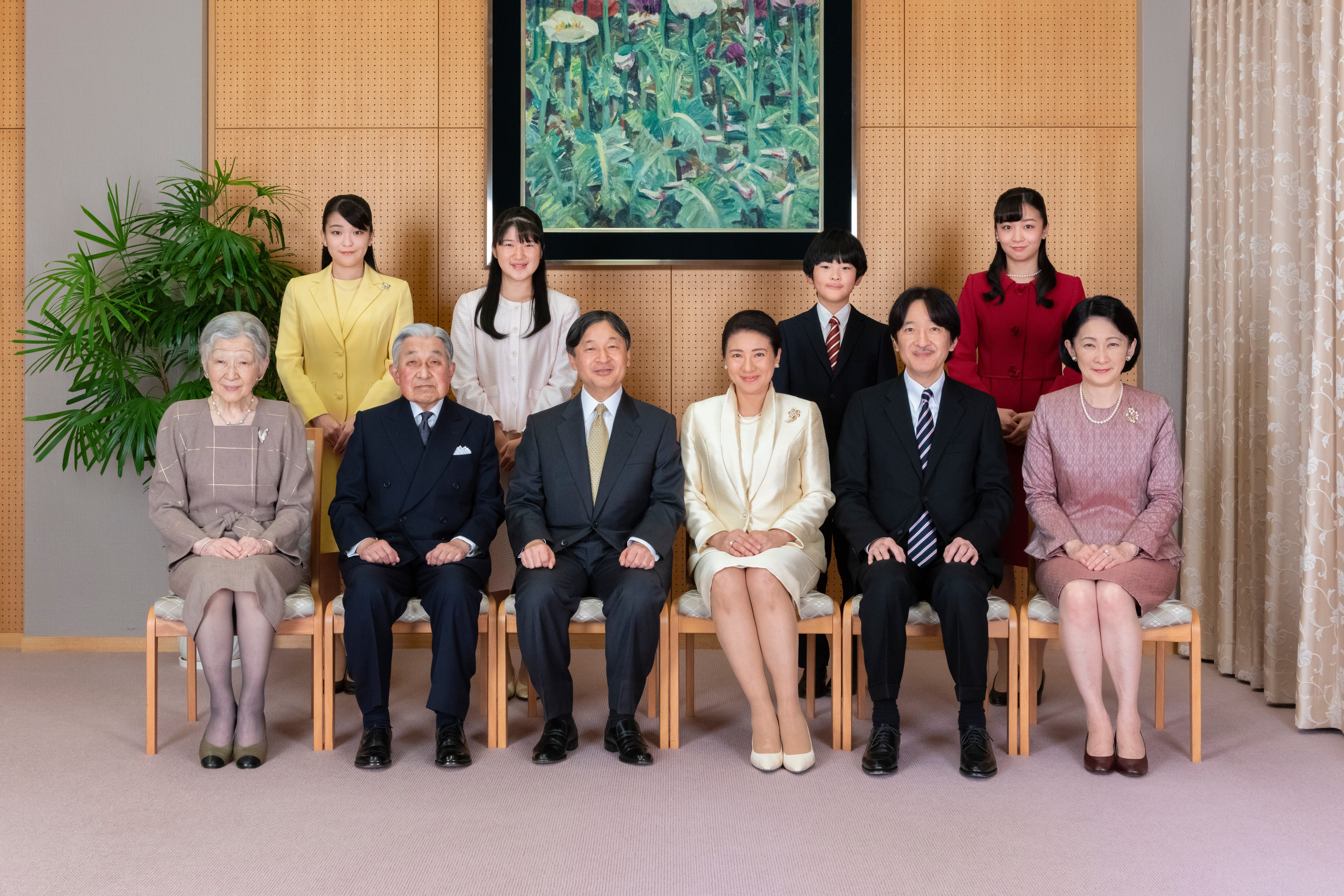
La famiglia imperiale giapponese nel 2021

L'albero genealogico della Famiglia Imperiale a dicembre 2024.

La legge della Casa Imperiale del 1947, durante l'occupazione del Giappone, ha abolito la nobiltà giapponese e, ai sensi delle disposizioni dell'attuale normativa, la famiglia imperiale è stata ridotta ai discendenti dell'imperatore Taishō.
Attualmente i membri della famiglia imperiale sono  16, divisi in 5 rami (quello principale più quattro rami cadetti).
L'attuale capo della Famiglia Imperiale è S.M.I. l'Imperatore Naruhito, 126º Imperatore del Giappone e primogenito dell'Imperatore Emerito e dell''Imperatrice Emerita.
Imperatrice, Imperatrice Emerita e Principessa Toshi sono gli attuali "membri della corte interna della Famiglia Imperiale" (内廷皇族?, Naitei-Kōzoku).
Legenda:  indica il sovrano regnante,  uno precedente.

### Membri della famiglia imperiale
Discendenti dell'imperatore Shōwa (1901-1989):
- S.M.I. l'imperatore emerito Akihito (padre dell'imperatore, primo figlio dell'imperatore Shōwa)
- S.M.I. l'imperatrice emerita Michiko (madre dell'imperatore)
  -  S.M.I. l'imperatore Naruhito (attuale imperatore, primo figlio dell'imperatore emerito Akihito)
  - S.M.I. l'imperatrice Masako (consorte dell'imperatore)
    - S.A.I. Aiko, principessa Toshi (figlia dell'imperatore)

  - S.A.I. Fumihito, principe della corona Akishino (fratello dell'imperatore, secondo figlio dell'imperatore emerito Akihito ed attuale erede al trono)
  - S.A.I. Kiko, principessa Akishino (cognata dell'imperatore)
    - S.A.I. la principessa Kako di Akishino (nipote dell'imperatore)
    - S.A.I. il principe Hisahito di Akishino (nipote dell'imperatore)
- S.A.I. Masahito, principe Hitachi (zio dell'imperatore, secondo figlio dell'imperatore Shōwa)
- S.A.I. Hanako, principessa Hitachi (zia acquisita dell'imperatore)

Discendenti di Takahito, principe Mikasa (1915-2016):
- S.A.I. Nobuko, principessa Tomohito di Mikasa (cugina acquisita dell'imperatore, vedova del principe Tomohito di Mikasa)
  - S.A.I. la principessa Akiko di Mikasa (cugina di secondo grado dell'imperatore)
  - S.A.I. la principessa Yōko di Mikasa (cugina di secondo grado dell'imperatore)
- S.A.I. Hisako, principessa Takamado (cugina acquisita dell'imperatore, vedova di Norihito, principe Takamado)
  - S.A.I. la principessa Tsuguko di Takamado (cugina di secondo grado dell'imperatore)

## Membri, ancora in vita, che non fanno più parte della famiglia imperiale
In base alla legge del 1947, le Principesse Imperiali (内親王?, naishinnō) e le Principesse (女王?, nyoō) che sposano non titolati perdono tutti i loro titoli, non sono più considerate membri della famiglia imperiale, devono lasciare i loro appartamenti privati nei palazzi e nelle ville imperiali e non ricevono più nessun appannaggio dallo stato. Solitamente viene loro comunque corrisposta una somma di denaro utile ad avviare la loro vita da comuni.
Le ex principesse imperiali ancora in vita, che hanno preso il cognome del marito, sono:
- Atsuko Ikeda (nata S.A.I. Atsuko, principessa Yori), si è sposata il 10 ottobre 1952 con Takamasa Ikeda (1952-2012);
- Takako Shimazu (nata S.A.I. Takako, principessa Suga), si è sposata il 3 marzo 1960 con Hisanaga Shimazu (nato nel 1934);
- Yasuko Konoe (nata S.A.I. la principessa Yasuko di Mikasa), si è sposata il 16 dicembre 1966 con Tadateru Konoe (nato nel 1939);
- Masako Sen (nata S.A.I. la principessa Masako di Mikasa), si è sposata il 14 ottobre 1983 con Sōshitsu Sen (nato nel 1956);
- Sayako Kuroda (nata S.A.I. Sayako, principessa Nori), si è sposata il 15 novembre 2005 con Yoshiki Kuroda (nato nel 1965);
- Noriko Senge (nata S.A.I. la principessa Noriko di Takamado), si è sposata il 5 ottobre 2014 con Kunimaro Senge (nato nel 1973);
- Ayako Moriya (nata S.A.I. la principessa Ayako di Takamado), si è sposata il 29 ottobre 2018 con Kei Moriya (nato nel 1986);
- Mako Komuro (nata S.A.I. la principessa Mako di Akishino), si è sposata il 26 ottobre 2021 con Kei Komuro (nato nel 1991).

## Titoli e stendardi

### Titoli
Il titolo Principe (王?, ō) viene dato ai membri maschi della famiglia imperiale giapponese che non possono avere il titolo superiore di Principe Imperiale (親王?, shinnō); gli equivalenti femminili sono Principessa (女王?, joō) e Principessa Imperiale (内親王?, naishinnō). I termini ō e joō potrebbe essere anche tradotto come "re" e "regina". L'origine di questo doppio significato deriva dalla trasposizione del sistema utilizzato per la nobiltà cinese. A differenza di quest'ultima, tuttavia, Ō era utilizzato solo per i membri della famiglia imperiale.
Le consorti dei Principi Imperiali acquisiscono il titolo di Principessa Consorte (親王妃?, Shinnōhi); nel caso di Principi il titolo è sempre Principessa Consorte ma reso con kanji differenti (王妃?, ōhi).
Storicamente, tutti i membri maschili della famiglia imperiale possedevano il titolo di ō mentre shinnō era un titolo speciale assegnato dall'imperatore.
Dopo la restaurazione Meiji, il significato di ō e di shinnō sono cambiati leggermente. Uno shinnō o naishinnō (femminile) era un membro legittimo della famiglia imperiale discendente dall'imperatore, fino al grado di pronipote (di nonno). Con la dicitura "membro legittimo della famiglia imperiale" si esclude chiunque non sia connesso con una discendenza maschile, e i discendenti di chiunque abbia rinunciato alla sua appartenenza alla famiglia reale, oppure sia stato espulso. Il termine Shinnō include anche i capifamiglia di tutte le Famiglie di principi (親王家?, Shinnōke).
Tutti i principi e le principesse nati nel ramo principale della Famiglia Imperiale assumono un titolo onorifico personale (御称号?, goshōgō) differente per ognuno: ad esempio, quello dell'imperatore Naruhito è Principe Hiro (浩宮?, Hiro-no-miya) mentre quello di sua figlia, la principessa Aiko, è Principessa Toshi (敬宮?, Toshi-no-miya).
Nel 1947 la legge venne modificata in modo che il titolo di Shinnō fosse assegnato solo alla linea maschile di discendenza dell'imperatore fino al nipote.

### Stendardi imperiali
|  | Stendardo dell'Imperatore Regnante (天皇?, Tennō). Crisantemo a sedici petali doppi dorato in campo rosso. Bandiera in broccato seta. |
|  | Stendardo dell'Imperatore Emerito (太上天皇?, Daijō Tennō). Crisantemo a sedici petali doppi dorato in campo cremisi. Bandiera in broccato di seta. |
|  | Stendardo dell'Imperatrice Consorte (皇后?, Kōgō), dell'Imperatrice Vedova (皇太后?, Kōtaigō), della Grande Imperatrice Vedova (太皇太后?, Taikōtaigō) e dell'Imperatrice Emerita (上皇后?, Jōkōgō). Crisantemo a sedici petali doppi dorato in campo rosso. Gagliardetto in broccato di seta.                   |
|  | Stendardo del Reggente (摂政?, Sesshō). Crisantemo a sedici petali doppi dorato in campo rosso bordato di bianco. Bandiera in broccato di seta. |
|  | Stendardo del Figlio Imperiale Ereditario (皇太子?, Kōtaishi) e del Nipote Imperiale Ereditario (皇太孫?, Kōtaison). Crisantemo a sedici petali doppi dorato in campo rosso orlato di bianco. Bandiera in broccato di seta.                                                                                      |
|  | Stendardo della Consorte del Figlio Imperiale Ereditario (皇太子妃?, Kōtaishihi) e della Consorte del Nipote Imperiale Ereditario (皇太孫妃?, Kōtaisonhi). Crisantemo a sedici petali doppi dorato in campo rosso orlato di bianco. Gagliardetto in broccato di seta.                                            |
|  | Stendardo del Principe Ereditario (皇嗣?, Kōshi) se non è il figlio o il nipote dell'Imperatore Regnante. Crisantemo a sedici petali doppi dorato in campo bianco orlato e bordato di rosso. Bandiera in broccato di seta.                                                                                       |
|  | Stendardo dei Principi (親王?, Shinnō e 王?, Ō), delle Principesse (内親王?, Naishinnō e 女王?, Joō) e delle Principesse Consorti (親王妃?, Shinnōhi e 王妃?, Ōhi) appartenenti alla Famiglia Imperiale. Crisantemo a sedici petali doppi dorato in campo bianco bordato di rosso. Bandiera in broccato di seta. |

## Albero genealogico e linea genealogica

### Albero genealogico
l seguente schema mostra l'albero genealogico dei membri contemporanei della Famiglia Imperiale a partire dall'Imperatore Taishō.
I membri attualmente viventi sono in grassetto; il simbolo  indica di un sovrano passato mentre il simbolo  indica quello regnante. Le principesse che hanno lasciato la famiglia imperiale al momento del loro matrimonio sono indicate in corsivo.
|                    |                    |                    |                    |                    |                    |                  |                  |                     |                     |                     |                     |                     |                     |             |             |                                |                                |                                |                                |                                |                                |                  |                  |                                   |                                   |                                   |                                   | Imperatore Taishō                 | Imperatore Taishō                 | Imperatore Taishō | Imperatore Taishō | Imperatore Taishō           | Imperatore Taishō           |                             |                             | Imperatrice Teimei          | Imperatrice Teimei          | Imperatrice Teimei | Imperatrice Teimei | Imperatrice Teimei          | Imperatrice Teimei          |                             |                             |                             |                             |  |  |                                |                                |                                |                                |                                |                                |  |  |                  |                  |                  |                  |                  |                  |  |  |                     |                     |                     |                     |                     |                     |  |  |                      |                      |                      |                      |                      |                      |  |  |                 |                 |                 |                 |                 |                 |  |  |  |  |  |  |  |  |
|                    |                    |                    |                    |                    |                    |                  |                  |                     |                     |                     |                     |                     |                     |             |             |                                |                                |                                |                                |                                |                                |                  |                  |                                   |                                   |                                   |                                   | Imperatore Taishō                 | Imperatore Taishō                 | Imperatore Taishō | Imperatore Taishō | Imperatore Taishō           | Imperatore Taishō           |                             |                             | Imperatrice Teimei          | Imperatrice Teimei          | Imperatrice Teimei | Imperatrice Teimei | Imperatrice Teimei          | Imperatrice Teimei          |                             |                             |                             |                             |  |  |                                |                                |                                |                                |                                |                                |  |  |                  |                  |                  |                  |                  |                  |  |  |                     |                     |                     |                     |                     |                     |  |  |                      |                      |                      |                      |                      |                      |  |  |                 |                 |                 |                 |                 |                 |  |  |  |  |  |  |  |  |
|                    |                    |                    |                    |                    |                    |                  |                  |                     |                     |                     |                     |                     |                     |             |             |                                |                                |                                |                                |                                |                                |                  |                  |                                   |                                   |                                   |                                   |                                   |                                   |                   |                   |                             |                             |                             |                             |                             |                             |                    |                    |                             |                             |                             |                             |                             |                             |  |  |                                |                                |                                |                                |                                |                                |  |  |                  |                  |                  |                  |                  |                  |  |  |                     |                     |                     |                     |                     |                     |  |  |                      |                      |                      |                      |                      |                      |  |  |                 |                 |                 |                 |                 |                 |  |  |  |  |  |  |  |  |
|                    |                    |                    |                    |                    |                    |                  |                  |                     |                     |                     |                     |                     |                     |             |             |                                |                                |                                |                                |                                |                                |                  |                  |                                   |                                   |                                   |                                   |                                   |                                   |                   |                   |                             |                             |                             |                             |                             |                             |                    |                    |                             |                             |                             |                             |                             |                             |  |  |                                |                                |                                |                                |                                |                                |  |  |                  |                  |                  |                  |                  |                  |  |  |                     |                     |                     |                     |                     |                     |  |  |                      |                      |                      |                      |                      |                      |  |  |                 |                 |                 |                 |                 |                 |  |  |  |  |  |  |  |  |
|                    |                    |                    |                    |                    |                    |                  |                  | Imperatore Shōwa    | Imperatore Shōwa    | Imperatore Shōwa    | Imperatore Shōwa    | Imperatore Shōwa    | Imperatore Shōwa    |             |             | Imperatrice Kōjun              | Imperatrice Kōjun              | Imperatrice Kōjun              | Imperatrice Kōjun              | Imperatrice Kōjun              | Imperatrice Kōjun              |                  |                  | Principe Chichibu                 | Principe Chichibu                 | Principe Chichibu                 | Principe Chichibu                 | Principe Chichibu                 | Principe Chichibu                 |                   |                   | Principessa Chichibu        | Principessa Chichibu        | Principessa Chichibu        | Principessa Chichibu        | Principessa Chichibu        | Principessa Chichibu        |                    |                    | Principe Takamatsu          | Principe Takamatsu          | Principe Takamatsu          | Principe Takamatsu          | Principe Takamatsu          | Principe Takamatsu          |  |  | Principessa Takamatsu          | Principessa Takamatsu          | Principessa Takamatsu          | Principessa Takamatsu          | Principessa Takamatsu          | Principessa Takamatsu          |  |  | Principe Mikasa  | Principe Mikasa  | Principe Mikasa  | Principe Mikasa  | Principe Mikasa  | Principe Mikasa  |  |  | Principessa Mikasa  | Principessa Mikasa  | Principessa Mikasa  | Principessa Mikasa  | Principessa Mikasa  | Principessa Mikasa  |  |  |                      |                      |                      |                      |                      |                      |  |  |                 |                 |                 |                 |                 |                 |  |  |  |  |  |  |  |  |
|                    |                    |                    |                    |                    |                    |                  |                  | Imperatore Shōwa    | Imperatore Shōwa    | Imperatore Shōwa    | Imperatore Shōwa    | Imperatore Shōwa    | Imperatore Shōwa    |             |             | Imperatrice Kōjun              | Imperatrice Kōjun              | Imperatrice Kōjun              | Imperatrice Kōjun              | Imperatrice Kōjun              | Imperatrice Kōjun              |                  |                  | Principe Chichibu                 | Principe Chichibu                 | Principe Chichibu                 | Principe Chichibu                 | Principe Chichibu                 | Principe Chichibu                 |                   |                   | Principessa Chichibu        | Principessa Chichibu        | Principessa Chichibu        | Principessa Chichibu        | Principessa Chichibu        | Principessa Chichibu        |                    |                    | Principe Takamatsu          | Principe Takamatsu          | Principe Takamatsu          | Principe Takamatsu          | Principe Takamatsu          | Principe Takamatsu          |  |  | Principessa Takamatsu          | Principessa Takamatsu          | Principessa Takamatsu          | Principessa Takamatsu          | Principessa Takamatsu          | Principessa Takamatsu          |  |  | Principe Mikasa  | Principe Mikasa  | Principe Mikasa  | Principe Mikasa  | Principe Mikasa  | Principe Mikasa  |  |  | Principessa Mikasa  | Principessa Mikasa  | Principessa Mikasa  | Principessa Mikasa  | Principessa Mikasa  | Principessa Mikasa  |  |  |                      |                      |                      |                      |                      |                      |  |  |                 |                 |                 |                 |                 |                 |  |  |  |  |  |  |  |  |
|                    |                    |                    |                    |                    |                    |                  |                  |                     |                     |                     |                     |                     |                     |             |             |                                |                                |                                |                                |                                |                                |                  |                  |                                   |                                   |                                   |                                   |                                   |                                   |                   |                   |                             |                             |                             |                             |                             |                             |                    |                    |                             |                             |                             |                             |                             |                             |  |  |                                |                                |                                |                                |                                |                                |  |  |                  |                  |                  |                  |                  |                  |  |  |                     |                     |                     |                     |                     |                     |  |  |                      |                      |                      |                      |                      |                      |  |  |                 |                 |                 |                 |                 |                 |  |  |  |  |  |  |  |  |
|                    |                    |                    |                    |                    |                    |                  |                  |                     |                     |                     |                     |                     |                     |             |             |                                |                                |                                |                                |                                |                                |                  |                  |                                   |                                   |                                   |                                   |                                   |                                   |                   |                   |                             |                             |                             |                             |                             |                             |                    |                    |                             |                             |                             |                             |                             |                             |  |  |                                |                                |                                |                                |                                |                                |  |  |                  |                  |                  |                  |                  |                  |  |  |                     |                     |                     |                     |                     |                     |  |  |                      |                      |                      |                      |                      |                      |  |  |                 |                 |                 |                 |                 |                 |  |  |  |  |  |  |  |  |
| Imperatore Emerito | Imperatore Emerito | Imperatore Emerito | Imperatore Emerito | Imperatore Emerito | Imperatore Emerito |                  |                  | Imperatrice Emerita | Imperatrice Emerita | Imperatrice Emerita | Imperatrice Emerita | Imperatrice Emerita | Imperatrice Emerita |             |             | Principe Hitachi               | Principe Hitachi               | Principe Hitachi               | Principe Hitachi               | Principe Hitachi               | Principe Hitachi               |                  |                  | Principessa Hitachi               | Principessa Hitachi               | Principessa Hitachi               | Principessa Hitachi               | Principessa Hitachi               | Principessa Hitachi               |                   |                   | Cinque figlie 1, 2, 3, 4, 5 | Cinque figlie 1, 2, 3, 4, 5 | Cinque figlie 1, 2, 3, 4, 5 | Cinque figlie 1, 2, 3, 4, 5 | Cinque figlie 1, 2, 3, 4, 5 | Cinque figlie 1, 2, 3, 4, 5 |                    |                    | Principe Tomohito di Mikasa | Principe Tomohito di Mikasa | Principe Tomohito di Mikasa | Principe Tomohito di Mikasa | Principe Tomohito di Mikasa | Principe Tomohito di Mikasa |  |  | Principessa Tomohito di Mikasa | Principessa Tomohito di Mikasa | Principessa Tomohito di Mikasa | Principessa Tomohito di Mikasa | Principessa Tomohito di Mikasa | Principessa Tomohito di Mikasa |  |  | Principe Katsura | Principe Katsura | Principe Katsura | Principe Katsura | Principe Katsura | Principe Katsura |  |  | Principe Takamado   | Principe Takamado   | Principe Takamado   | Principe Takamado   | Principe Takamado   | Principe Takamado   |  |  | Principessa Takamado | Principessa Takamado | Principessa Takamado | Principessa Takamado | Principessa Takamado | Principessa Takamado |  |  | Due figlie 1, 2 | Due figlie 1, 2 | Due figlie 1, 2 | Due figlie 1, 2 | Due figlie 1, 2 | Due figlie 1, 2 |  |  |  |  |  |  |  |  |
| Imperatore Emerito | Imperatore Emerito | Imperatore Emerito | Imperatore Emerito | Imperatore Emerito | Imperatore Emerito |                  |                  | Imperatrice Emerita | Imperatrice Emerita | Imperatrice Emerita | Imperatrice Emerita | Imperatrice Emerita | Imperatrice Emerita |             |             | Principe Hitachi               | Principe Hitachi               | Principe Hitachi               | Principe Hitachi               | Principe Hitachi               | Principe Hitachi               |                  |                  | Principessa Hitachi               | Principessa Hitachi               | Principessa Hitachi               | Principessa Hitachi               | Principessa Hitachi               | Principessa Hitachi               |                   |                   | Cinque figlie 1, 2, 3, 4, 5 | Cinque figlie 1, 2, 3, 4, 5 | Cinque figlie 1, 2, 3, 4, 5 | Cinque figlie 1, 2, 3, 4, 5 | Cinque figlie 1, 2, 3, 4, 5 | Cinque figlie 1, 2, 3, 4, 5 |                    |                    | Principe Tomohito di Mikasa | Principe Tomohito di Mikasa | Principe Tomohito di Mikasa | Principe Tomohito di Mikasa | Principe Tomohito di Mikasa | Principe Tomohito di Mikasa |  |  | Principessa Tomohito di Mikasa | Principessa Tomohito di Mikasa | Principessa Tomohito di Mikasa | Principessa Tomohito di Mikasa | Principessa Tomohito di Mikasa | Principessa Tomohito di Mikasa |  |  | Principe Katsura | Principe Katsura | Principe Katsura | Principe Katsura | Principe Katsura | Principe Katsura |  |  | Principe Takamado   | Principe Takamado   | Principe Takamado   | Principe Takamado   | Principe Takamado   | Principe Takamado   |  |  | Principessa Takamado | Principessa Takamado | Principessa Takamado | Principessa Takamado | Principessa Takamado | Principessa Takamado |  |  | Due figlie 1, 2 | Due figlie 1, 2 | Due figlie 1, 2 | Due figlie 1, 2 | Due figlie 1, 2 | Due figlie 1, 2 |  |  |  |  |  |  |  |  |
|                    |                    |                    |                    |                    |                    |                  |                  |                     |                     |                     |                     |                     |                     |             |             |                                |                                |                                |                                |                                |                                |                  |                  |                                   |                                   |                                   |                                   |                                   |                                   |                   |                   |                             |                             |                             |                             |                             |                             |                    |                    |                             |                             |                             |                             |                             |                             |  |  |                                |                                |                                |                                |                                |                                |  |  |                  |                  |                  |                  |                  |                  |  |  |                     |                     |                     |                     |                     |                     |  |  |                      |                      |                      |                      |                      |                      |  |  |                 |                 |                 |                 |                 |                 |  |  |  |  |  |  |  |  |
|                    |                    |                    |                    |                    |                    |                  |                  |                     |                     |                     |                     |                     |                     |             |             |                                |                                |                                |                                |                                |                                |                  |                  |                                   |                                   |                                   |                                   |                                   |                                   |                   |                   |                             |                             |                             |                             |                             |                             |                    |                    |                             |                             |                             |                             |                             |                             |  |  |                                |                                |                                |                                |                                |                                |  |  |                  |                  |                  |                  |                  |                  |  |  |                     |                     |                     |                     |                     |                     |  |  |                      |                      |                      |                      |                      |                      |  |  |                 |                 |                 |                 |                 |                 |  |  |  |  |  |  |  |  |
| Imperatore         | Imperatore         | Imperatore         | Imperatore         | Imperatore         | Imperatore         |                  |                  | Imperatrice         | Imperatrice         | Imperatrice         | Imperatrice         | Imperatrice         | Imperatrice         |             |             | Principe della Corona Akishino | Principe della Corona Akishino | Principe della Corona Akishino | Principe della Corona Akishino | Principe della Corona Akishino | Principe della Corona Akishino |                  |                  | Principessa della Corona Akishino | Principessa della Corona Akishino | Principessa della Corona Akishino | Principessa della Corona Akishino | Principessa della Corona Akishino | Principessa della Corona Akishino |                   |                   | Sayako Kuroda               | Sayako Kuroda               | Sayako Kuroda               | Sayako Kuroda               | Sayako Kuroda               | Sayako Kuroda               |                    |                    | Principessa Akiko           | Principessa Akiko           | Principessa Akiko           | Principessa Akiko           | Principessa Akiko           | Principessa Akiko           |  |  | Principessa Yōko               | Principessa Yōko               | Principessa Yōko               | Principessa Yōko               | Principessa Yōko               | Principessa Yōko               |  |  |                  |                  |                  |                  |                  |                  |  |  | Principessa Tsuguko | Principessa Tsuguko | Principessa Tsuguko | Principessa Tsuguko | Principessa Tsuguko | Principessa Tsuguko |  |  | Due figlie 1, 2      | Due figlie 1, 2      | Due figlie 1, 2      | Due figlie 1, 2      | Due figlie 1, 2      | Due figlie 1, 2      |  |  |                 |                 |                 |                 |                 |                 |  |  |  |  |  |  |  |  |
| Imperatore         | Imperatore         | Imperatore         | Imperatore         | Imperatore         | Imperatore         |                  |                  | Imperatrice         | Imperatrice         | Imperatrice         | Imperatrice         | Imperatrice         | Imperatrice         |             |             | Principe della Corona Akishino | Principe della Corona Akishino | Principe della Corona Akishino | Principe della Corona Akishino | Principe della Corona Akishino | Principe della Corona Akishino |                  |                  | Principessa della Corona Akishino | Principessa della Corona Akishino | Principessa della Corona Akishino | Principessa della Corona Akishino | Principessa della Corona Akishino | Principessa della Corona Akishino |                   |                   | Sayako Kuroda               | Sayako Kuroda               | Sayako Kuroda               | Sayako Kuroda               | Sayako Kuroda               | Sayako Kuroda               |                    |                    | Principessa Akiko           | Principessa Akiko           | Principessa Akiko           | Principessa Akiko           | Principessa Akiko           | Principessa Akiko           |  |  | Principessa Yōko               | Principessa Yōko               | Principessa Yōko               | Principessa Yōko               | Principessa Yōko               | Principessa Yōko               |  |  |                  |                  |                  |                  |                  |                  |  |  | Principessa Tsuguko | Principessa Tsuguko | Principessa Tsuguko | Principessa Tsuguko | Principessa Tsuguko | Principessa Tsuguko |  |  | Due figlie 1, 2      | Due figlie 1, 2      | Due figlie 1, 2      | Due figlie 1, 2      | Due figlie 1, 2      | Due figlie 1, 2      |  |  |                 |                 |                 |                 |                 |                 |  |  |  |  |  |  |  |  |
|                    |                    |                    |                    |                    |                    |                  |                  |                     |                     |                     |                     |                     |                     |             |             |                                |                                |                                |                                |                                |                                |                  |                  |                                   |                                   |                                   |                                   |                                   |                                   |                   |                   |                             |                             |                             |                             |                             |                             |                    |                    |                             |                             |                             |                             |                             |                             |  |  |                                |                                |                                |                                |                                |                                |  |  |                  |                  |                  |                  |                  |                  |  |  |                     |                     |                     |                     |                     |                     |  |  |                      |                      |                      |                      |                      |                      |  |  |                 |                 |                 |                 |                 |                 |  |  |  |  |  |  |  |  |
|                    |                    |                    |                    |                    |                    |                  |                  |                     |                     |                     |                     |                     |                     |             |             |                                |                                |                                |                                |                                |                                |                  |                  |                                   |                                   |                                   |                                   |                                   |                                   |                   |                   |                             |                             |                             |                             |                             |                             |                    |                    |                             |                             |                             |                             |                             |                             |  |  |                                |                                |                                |                                |                                |                                |  |  |                  |                  |                  |                  |                  |                  |  |  |                     |                     |                     |                     |                     |                     |  |  |                      |                      |                      |                      |                      |                      |  |  |                 |                 |                 |                 |                 |                 |  |  |  |  |  |  |  |  |
|                    |                    |                    |                    | Principessa Aiko   | Principessa Aiko   | Principessa Aiko | Principessa Aiko | Principessa Aiko    | Principessa Aiko    |                     |                     | Mako Komuro         | Mako Komuro         | Mako Komuro | Mako Komuro | Mako Komuro                    | Mako Komuro                    |                                |                                | Principessa Kako               | Principessa Kako               | Principessa Kako | Principessa Kako | Principessa Kako                  | Principessa Kako                  |                                   |                                   | Principe Hisahito                 | Principe Hisahito                 | Principe Hisahito | Principe Hisahito | Principe Hisahito           | Principe Hisahito           |                             |                             |                             |                             |                    |                    |                             |                             |                             |                             |                             |                             |  |  |                                |                                |                                |                                |                                |                                |  |  |                  |                  |                  |                  |                  |                  |  |  |                     |                     |                     |                     |                     |                     |  |  |                      |                      |                      |                      |                      |                      |  |  |                 |                 |                 |                 |                 |                 |  |  |  |  |  |  |  |  |
|                    |                    |                    |                    | Principessa Aiko   | Principessa Aiko   | Principessa Aiko | Principessa Aiko | Principessa Aiko    | Principessa Aiko    |                     |                     | Mako Komuro         | Mako Komuro         | Mako Komuro | Mako Komuro | Mako Komuro                    | Mako Komuro                    |                                |                                | Principessa Kako               | Principessa Kako               | Principessa Kako | Principessa Kako | Principessa Kako                  | Principessa Kako                  |                                   |                                   | Principe Hisahito                 | Principe Hisahito                 | Principe Hisahito | Principe Hisahito | Principe Hisahito           | Principe Hisahito           |                             |                             |                             |                             |                    |                    |                             |                             |                             |                             |                             |                             |  |  |                                |                                |                                |                                |                                |                                |  |  |                  |                  |                  |                  |                  |                  |  |  |                     |                     |                     |                     |                     |                     |  |  |                      |                      |                      |                      |                      |                      |  |  |                 |                 |                 |                 |                 |                 |  |  |  |  |  |  |  |  |

### Linea genealogica ascendente diretta della famiglia
(il numero decrescente indica la generazione ascendente dall'attuale imperatore)
- 58. Wakanuke Futamata, principe imperiale
- 57. Ohohodo, principe imperiale
- 56. Ohi, principe imperiale
- 55. Hikoushi, principe imperiale
- 54. Keitai (450-531) 26º imperatore (r. 507-531)
- 53. Kinmei (509-571) 29º imperatore (r. 539-571)
- 52. Bidatsu (538-585), 30º Imperatore (r. 572-585)
- 51. Osaka no hikobito oine, principe imperiale
- 50. Jomei (593-641), 34º imperatore (r. 629-641); = Kōgyoku, che fu 35ª imperatrice, e 37ª imperatrice con il nome di Saimei
- 49. Tenji (626-672), 38º imperatore (r. 661-672)
- 48. Shiki, principe imperiale
- 47. Kōnin (709-782), 49º imperatore (r. 770-781)
- 46. Kammu (737-806) (avuto da Takano no Niigasa), 50º imperatore (r. 781-806)
- 45. Saga (786-842), 52º imperatore (r. 809-823)
- 44. Ninmyō (810-850), 54º imperatore (r. 833-850)
- 43. Kōkō (830-887), 58º imperatore (r. 884-887)
- 42. Uda (867-931), 59º Imperatore (r. 887-897)
- 41. Daigo (885-930), 60º imperatore (r. 897-930)
- 40. Murakami (926-967), 62º imperatore (r. 946-967)
- 39. En'yū (959-991), 64º imperatore (r. 969-984)
- 38. Ichijō (980-1011), 66º imperatore (r. 986-1011)
- 37. Go-Suzaku (1009-1045), 69º imperatore (r. 1036-1045)
- 36. Go-Sanjo (1034-1073), 71º imperatore (r. 1068-1073)
- 35. Shirakawa (1053-1129), 72º imperatore (r. 1073-1087, dal chiostro 1086-1129)
- 34. Horikawa (1079-1107), 73º imperatore (r. 1087-1107)
- 33. Toba (1103-1156), 74º Imperatore (r. 1107-1123, dal chiostro 1129-1156)
- 32. Go-Shirakawa (1127-1192), 77º imperatore (r. 1155-1158, dal chiostro 1158-1192)
- 31. Takakura (1161-1181), 80º imperatore (r. 1168-1180)
- 30. Go-Toba (1180-1239), 82º imperatore (r. 1183-1198)
- 29. Tsuchimikado (1195-1231), 83º Imperatore (r. 1198-1210)
- 28. Go-Saga (1220-1272), 88º imperatore (r. 1242-1246)
- 27. Go-Fukakusa (1243-1304), 89º imperatore (r. 1246-1260)
- 26. Fushimi (1265-1317), 92º imperatore (r. 1287-1298)
- 25. Go-Fushimi (1288-1336), 93º imperatore (r. 1298-1301)
- 24. Kogon (1313-1364), 1º imperatore pretendente della corte del Nord Ashikaga (r. 1331-1333)
- 23. Sukō (1334-1398), 3º imperatore pretendente della corte del Nord (r. 1348-1351)
- 22. Einin, principe
- 21. Sadafusa, principe
- 20. Go-Hanazono (1419-1471), 102º imperatore (r. 1428-1464)
- 19. Go-Tsuchimikado (1442-1500), 103º imperatore (r. 1464-1500)
- 18. Go-Kashiwabara (1464-1526), 104º imperatore (r. 1500-1526)
- 17. Go-Nara 1497-1557), 105º imperatore (r. 1526-1557)
- 16. Ōgimachi (1517-1593), 106º imperatore (r. 1557-1586)
- 15. Masahito (1552-1586)
- 14. Go-Yōzei (1572-1617), 107º imperatore (r. 1586-1611)
- 13. Go-Mizunoo (1596-1680), 108º imperatore (r. 1611-1629)
- 12. Reigen (1654-1732), 112º imperatore (r. 1663-1687)
- 11. Higashiyama (1675-1709), 113º imperatore (r. 1687-1709)
- 10. Naohito (1704-1753), principe imperiale, capostipite del ramo imperiale (Shinnōke) Kan'in-no-miya
- 9. Suekito (1733-1794), principe imperiale
- 8. Kōkaku (1771-1840), 119º imperatore (r. 1780-1817)
- 7. Ninkō (1800-1846), 120º imperatore (r. 1817-1846)
- 6. Kōmei (1831-1867), 121º imperatore (r. 1846-1867)
- 5. Meiji (Mutsuhito) (1852-1912), 122º imperatore (r. 1867-1912)
- 4. Taishō (Yoshihito) (1879-1926), 123º imperatore (r. 1912-1926)
- 3. Shōwa (Hirohito) (1901-1989), 124º imperatore (r. 1926-1989)
- 2. Heisei (Akihito) (1933), 125º imperatore (r. 1989-2019)
- 1. Reiwa (Naruhito) (1960), 126º imperatore (r. 2019-attuale)